# 聖安德肋教堂 (科隆)

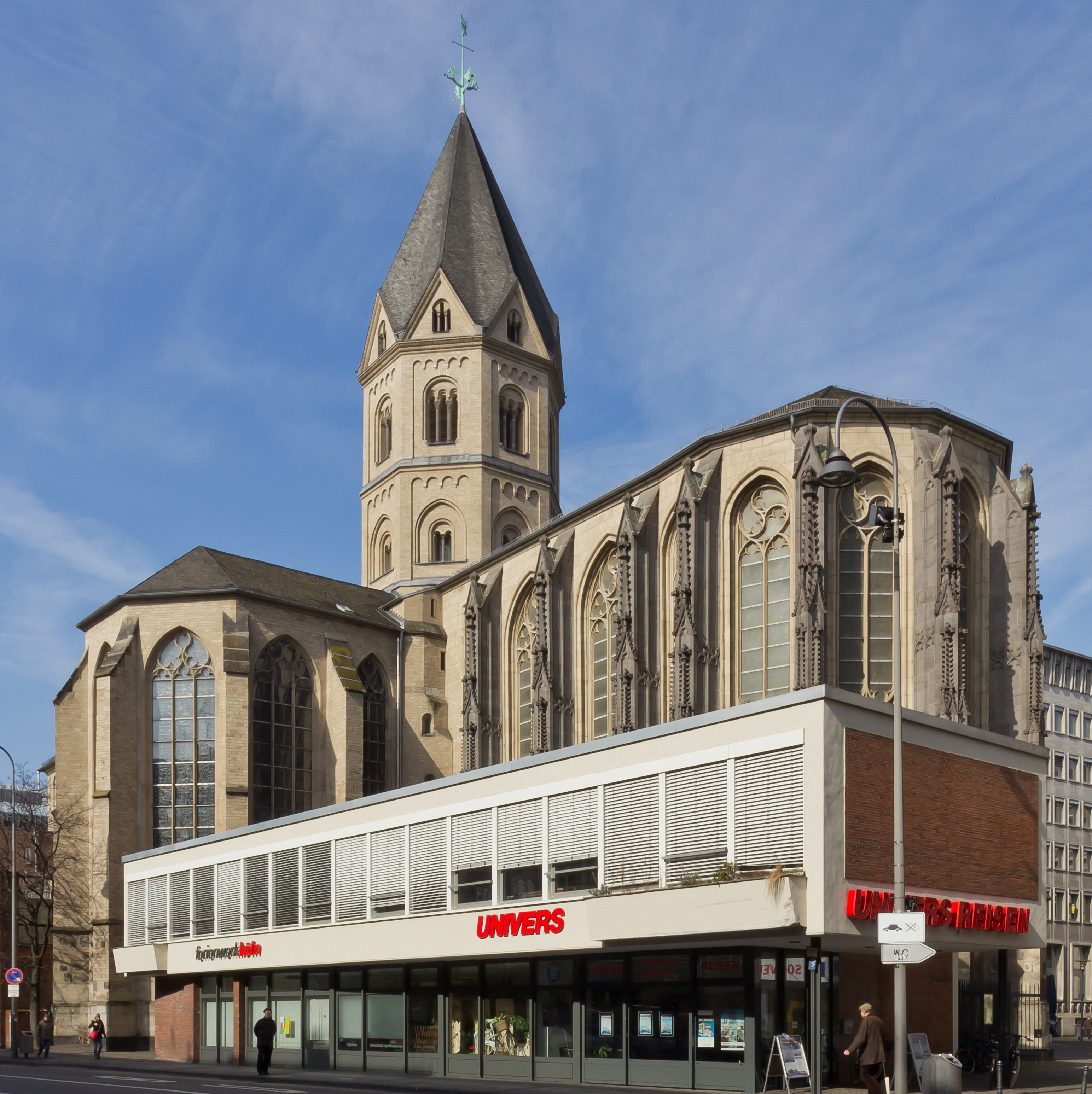
聖安德肋教堂

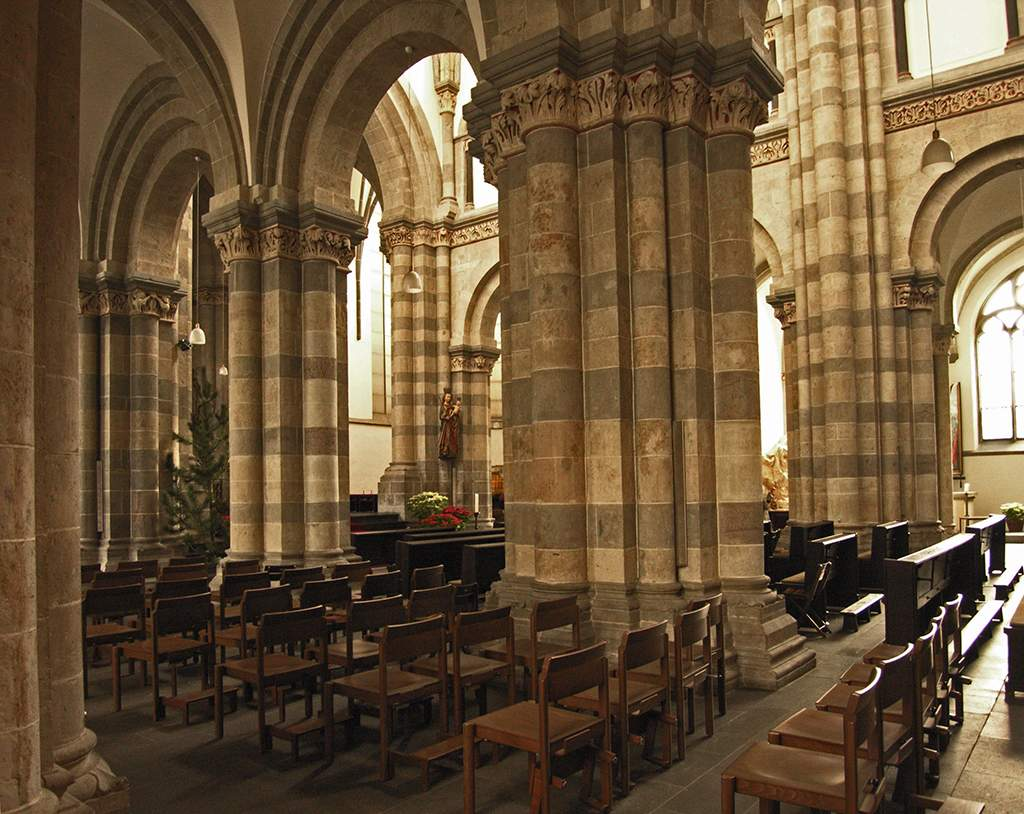
聖安德肋教堂內部

聖安德肋教堂（德語：St. Andreas）是位於德國科隆舊城區的一座修建於10世紀的教堂，為羅馬式建築。是科隆這一時期的十二座羅馬式教堂之一。教堂始建於974年，獻給聖安德肋。1220年科隆大火之後，教堂在12世紀時得到重建。

## 外部連結
维基共享资源上的相關多媒體資源：聖安德肋教堂
- 官方网站（德文）（英文）（法文）

50°56′30″N 6°57′14″E / 50.94167°N 6.95389°E